# Китайская цивилизация

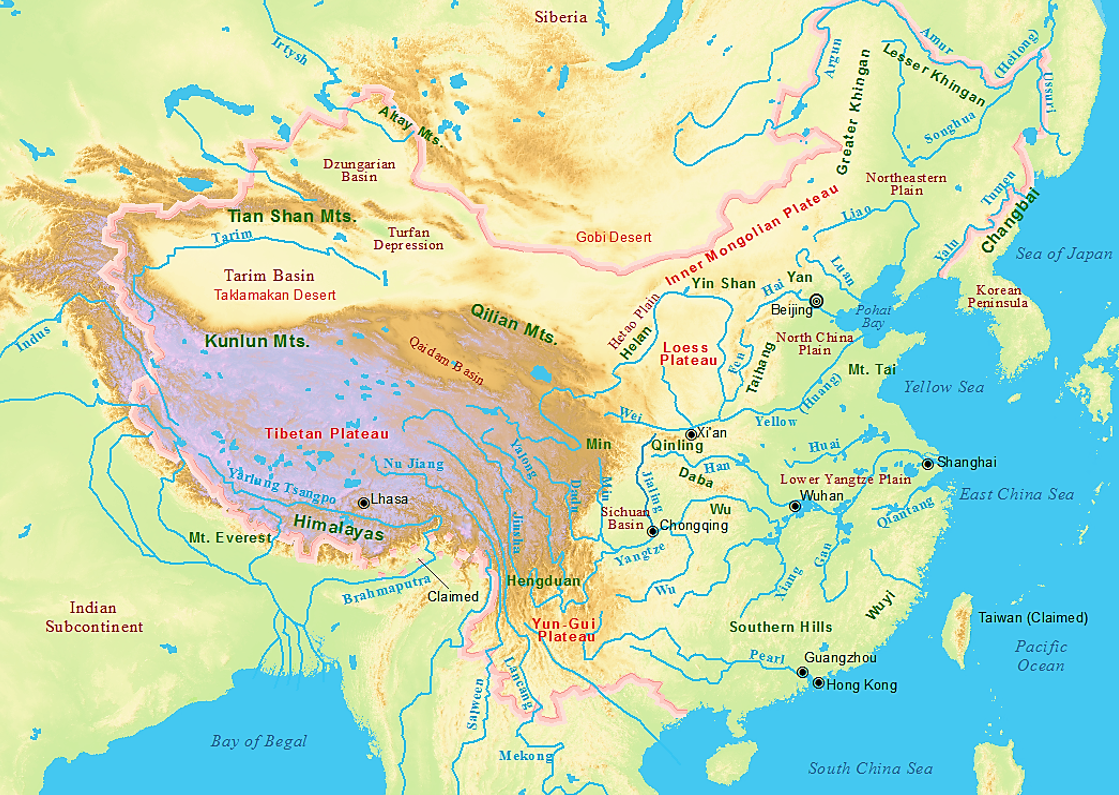
Карта Китая с обозначением основных регионов

Кита́й (кит. трад. 中國, упр. 中国, пиньинь Zhōngguó, палл. Чжунго, «центральное государство», «срединное государство», «срединная империя») — страна Восточной Азии. Китай относится к наиболее древним цивилизациям, которая вобрала в себя большое число государств и культур.
Китай имеет долгую и практически непрерывную историю, а также одну из древнейших и сложнейших систем письма. До XIX века он был одним из самых передовых мировых государств и основным культурным центром Восточной Азии. Китайское влияние на соседние государства остаётся существенным и по сегодняшний день. Китай — родина многих изобретений, которые изменили судьбу человечества. Среди них — Четыре великих изобретения: бумага, компас, порох и книгопечатание.

## Этимология

### Чжунго
«Чжунго» (中國 или 中国) — самоназвание Китая. Первый иероглиф «чжун» (中) обозначает «центр» или «середину». Второй знак «го» (國 или 国) толкуется как «страна» или «государство». Начиная с XIX века в западной и отечественной[уточнить] историографии это название Китая переводят как «Срединное государство» или «Срединная империя». Однако такой перевод не совсем верен, поскольку слово «чжунго» издавна обозначало центр «Поднебесной» — территории, на которую распространялась власть императора — «Сына Неба», имеющего «Небесный мандат» на правление. Соответственно, точным переводом является «Центральная страна» или «Центральное государство».
Термин «чжунго» не используется в истории Китая постоянно. Он имел разнообразный культурный и политический подтекст в зависимости от эпохи.
К началу 1-го тысячелетия до н. э. значение слова «чжунго» эволюционировало в сторону расширения границы термина. Судя по упоминаниям в «Книге песен», написанной около 1000 года до н. э., этим словом обозначалась столица, центральное царство либо политико-культурное объединение почти всех феодальных государств региона.
В период Чуньцю (722—481 до н. э.) словом «чжунго» обозначались государственные образования, которые выводили свою политическую генеалогию от династии Западное Чжоу (1122—771 до н. э.) в долине реки Хуанхэ. Этим они противопоставляли себя царству Чу располагавшемуся южнее, на реке Янцзы, и государству Цинь на «варварском Западе».
Однако в период Империи Хань (206 до н. э.—220) государства-изгои Чу и Цинь стали составляющими китайской империи, потому они были автоматически включены в «чжунго». Таким образом сложилось более широкое понятие «Центральной страны». Со временем этим понятием стали именовать территории, подчинённые «центральной» власти. Как свидетельствуют «Исторические Записки» Сыма Цяня: «Восемь гор известны в империи. Три из них у варваров Ман и И. Пять — у „чжунго“».
Существовало также понимание «чжунго» как земель Северной китайской равнины. Так, «Хроники трёх королевств» (III век) противопоставляют эти территории, называя их «центральными», краям в долине реки Янцзы — У и Юэ. В этом значении «чжунго» ассоциируются с этническими китайскими (хуа 华 или 華, ся 夏) землями.
Изменение значения термина произошло с началом вторжений северных кочевых племён в Китай, которые захватили «колыбель» китайской цивилизации и создали в равнине реки Хуанхэ собственные государства. Новые, этнично не-китайские династии Северного Китая начали называть свои владения «чжунго», а вражеские южные правительства этнических китайцев Южного Китая — «варварами». Соответственно, в середине 1 тысячелетия произошла трансформация термина «чжунго», и он перешёл из этнической плоскости в политическую. С этого времени понятие «Центральное государство» стало ассоциироваться больше с определённой географической и политико-цивилизационной общностью, чем с этнической группой.
Тем не менее, в средневековье «чжунго» не утратил окончательно своего этнического подконтекста. В период правления династии Тан китайские земли севера и юга были объединены, что способствовало распространению использования названия «чжунго» на южной территории. Дальнейший раскол Китая, в связи с набегами северных кочевников, закрепил название «центральной страны» за южно-китайскими землями именно благодаря тому, что они были традиционным местом нахождения этнической китайской власти.
В начале XX века термин «чжунго» был впервые использован в названии государства Китайской Республики (中華民國, «Народное государство Чжунго»). С 1949 года Китайская Народная Республика (中华人民共和国) также вписала в своё официальное название это слово.
Современное название национальности «китаец» (中国人, чжунго жэнь) также содержит этот термин. Частое использование слова «чжунго» способствует формированию китаецентрического мировоззрения жителей Китая и постепенной «китаизации» национальных меньшинств КНР и Китайской Республики.
Для обозначения Китая как исторически протяженной цивилизации вне современного политического контекста китайцами также используются слова Хуася́ 华夏 и Чжунхуа́ 中华

### Серика
Серика (греч. Σηρική, лат. Serica) — античное название Китая. Оно обозначает страна серов (др.-греч. Σῆρες, лат. Seres «шёлковые люди»). Вероятнее всего, происходит от китайского сы (絲, 丝 — шёлк). От этого названия произошло лат. sericum — «шёлковая ткань».
Синами, синянами (др.-греч. Σῖναι, лат. Sinae) античные авторы, в частности Клавдий Птолемей, называли жителей Южного Китая. Античные авторы называют города Sera Metropolis и Sinae Metropolis как конечные восточные пункты Великого шёлкового пути. Точное местоположение этих двух городов пока не известно, но считается, что Sera Metropolis находился к западу от Sinae Metropolis, поскольку Сиань находится к западу от Лояна, который, по мнению некоторых учёных, является Sinae Metropolis. Sinae было изменено на латинские префиксы Sino- и Sin-, которыми стали обозначать относящиеся к Китаю предметы и явления. В русском языке эти префиксы используются в словах «синология», «синолог» и других.

### Китай

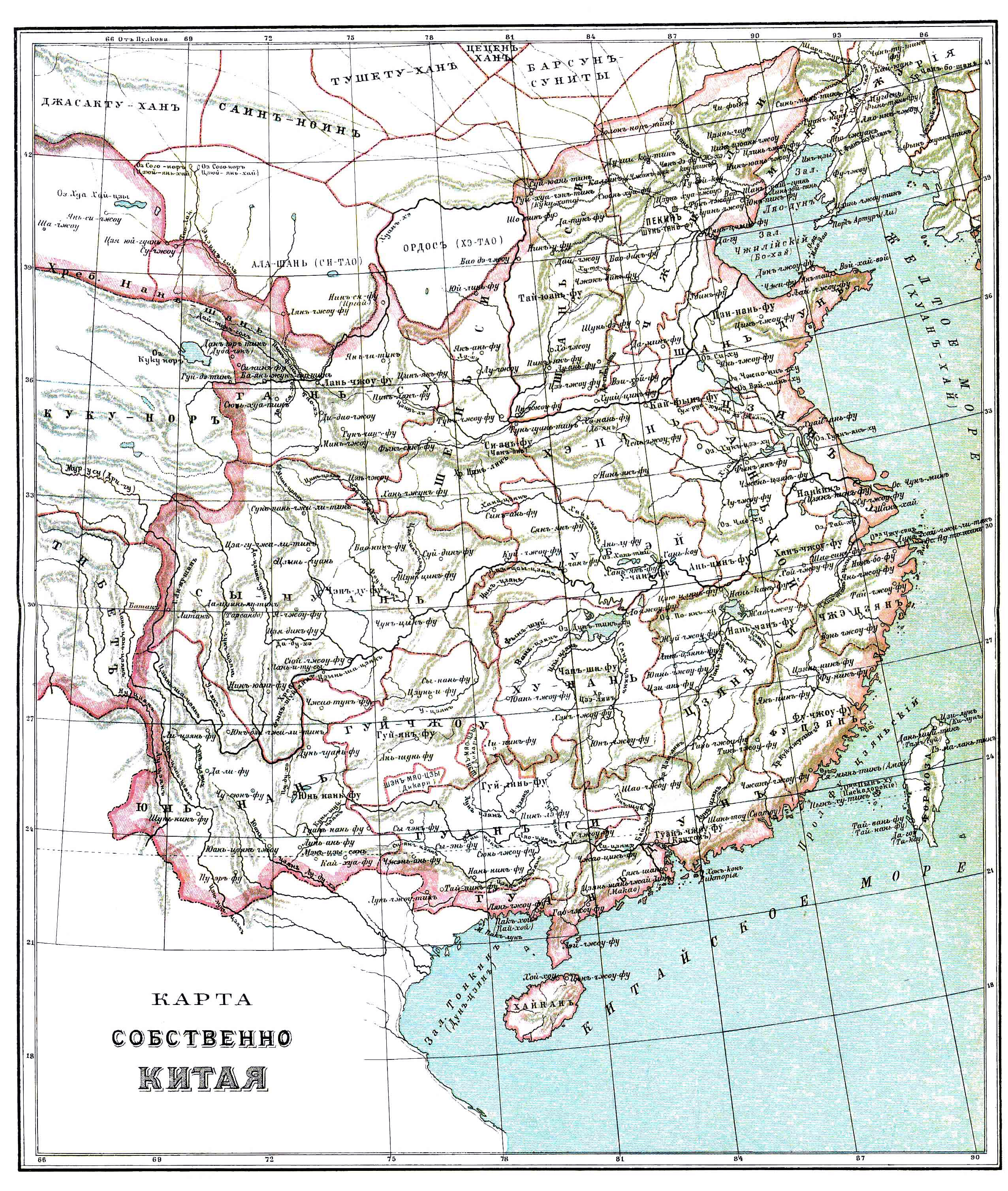
Карта «собственно Китая» начала XX века.

Название «Китай» по общераспространённой версии происходит от имени «Катай», которое, в свою очередь, возникло от названия не китайской, а прото-монгольской группы кочевых племён из Маньчжурии — киданей (китаев). В 907 году они захватили Северный Китай и основали в нём свою династию Ляо. Их место в XII—XIII веках заняли другие кочевники — чжурчжэни и монголы, однако этноним их предшественников закрепился как топоним Северного Китая. Благодаря европейским купцам, в частности, Марко Поло, это название в форме «Катай» (Cathay) попало в средневековую Западную Европу. На Западе «Катай» изредка употребляется как поэтическое название Китая.
Термином «Китай» может также определяться:
- Китайская Народная Республика (КНР) — государство, которое контролирует материковый Китай, а также острова Гонконг и Макао;
- Китайская Республика — государство, которое владеет островом Тайвань и прилежащими маленькими островами;
- «Собственно Китай» — историко-культурный регион, который занимает территорию современной КНР без Маньчжурии, Внутренней Монголии, Тибета и Восточного Туркестана (Синьцзян-Уйгурского автономного района). Иногда его называют «застенный Китай», поскольку он расположен к югу от Великой китайской стены. По сути — «этнический Китай»;
- «Большой Китай» — социально-экономический регион, который включает материковый Китай, Гонконг, Макао и Тайвань.

Слово «китайский» или «китаец» означает принадлежность к Китаю как к универсальному образованию «чжунго» — «Центральному государству», а не к этнической группе. В этом понимании оно близко к значениям слов «российский» или «американский». Тем не менее, не следует забывать, что в Китае издавна существует господствующая этническая группа хань (титульная нация, которая составляет свыше 90 % населения КНР и Республики Китай), с которой преимущественно, как и с русскими Российской Федерации и англосаксами США, ассоциируется население страны. Эта этническая группа первоначально имела название китайцы, и со временем экстраполировала её на остальные этносы. Поэтому неразборчивое в этническом смысле использование названия «китайцы» для выходцев из современных КНР или Китайской Республики только способствует ассимиляционной политике правительств этих стран в отношении этнично «не-китайских» народов.

### China
Название China происходит от перс. چین‎ (Čini) «китайский» от санскр. चीन (cīna) от кит. 秦, названия китайской династии Цинь (221—206 до н. э.). Впервые употребляется в книге португальского офицера Дуарте Барбозы, написанной около 1518 года и переведённой Ричардом Иденом (Richard Eden) на английский язык в 1555 году.
Название China используют для Китая в Центральной Европе, в частности в португальском, испанском, английском, немецком и румынском языках. В польском используется Chiny. Название Kina используется преимущественно в Северной Европе, в частности в Дании, Норвегии и Швеции, а также в сербохорватском языке. В Греции используется название Κίνα.

## История

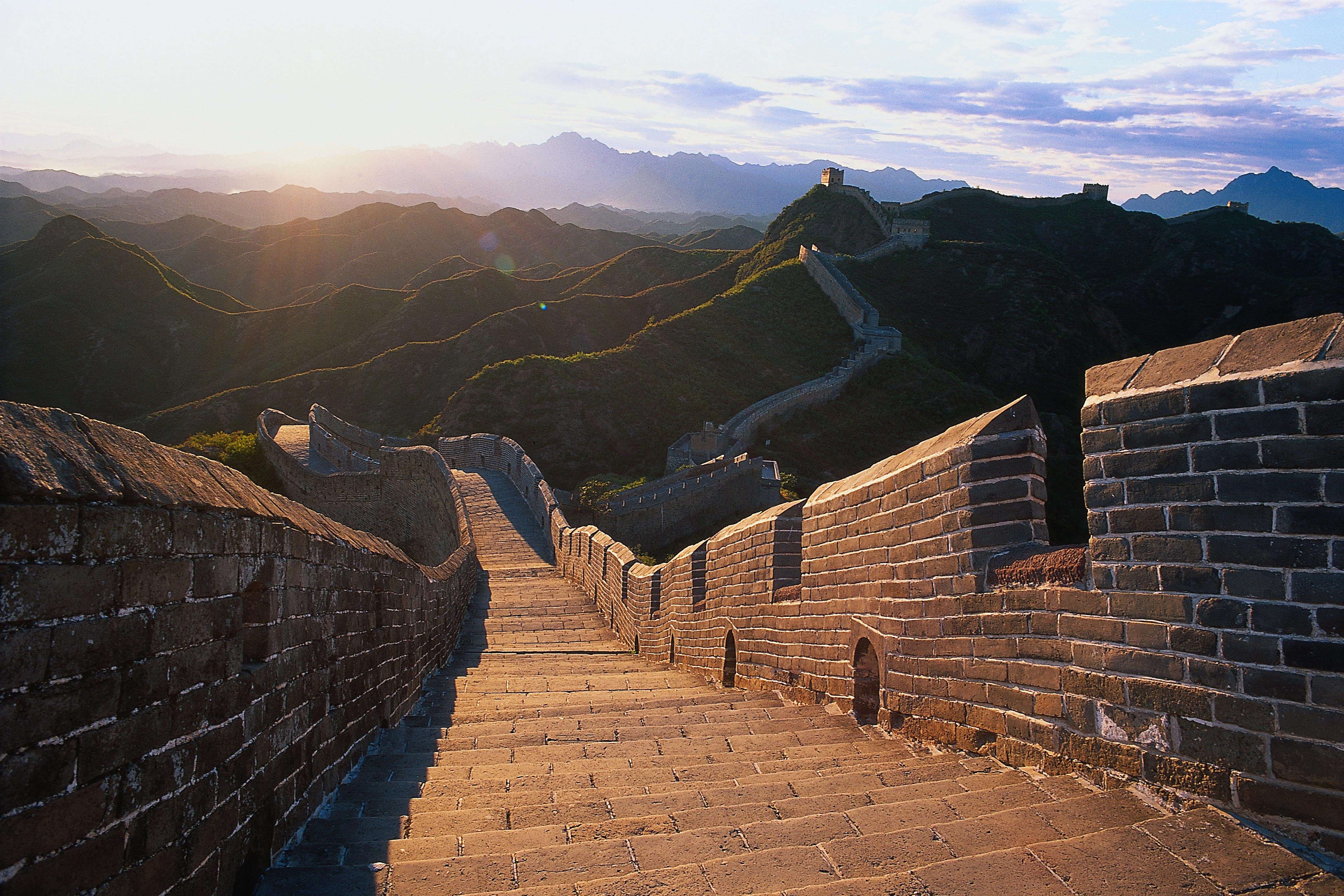
Великая китайская стена

Китай — одна из самых древних цивилизаций мира. Она стоит в одном ряду с цивилизациями шумеров Тигра и Евфрата, индийцев Инда и египтян Нила. Особенностью китайской цивилизации является то, что она развивалась изолированно от других цивилизационных центров. Её достижением стала, в первую очередь, логографическая система письма, которая используется сегодня в странах Восточной Азии.

### Доисторический период
Археологические находки показывают, что древние люди вида Homo erectus заселили территорию современного Китая между 2,24 млн — 250 тыс. лет назад. В местности Чжоукоудянь вблизи Пекина были найдены останки так называемого синантропа, которые датируются 550—300 тыс. лет назад. Синантропы умели изготавливать простые каменные орудия и добывать огонь.
Приблизительно 70 000 лет назад новые люди современного вида Homo sapiens заселили Китайскую равнину, вытеснив синантропов и их потомков. Наиболее ранние остеологические подтверждения существования современных людей на территории Китая (человеческие останки со стоянки Люцзян) датируются 67 тысячелетием до н. э.
Государственность Китая имеет очень длинную историю. Легенды, возникновение которых историки относят к третьему тысячелетию до нашей эры, донесли до нас имена первых трёх властителей и пяти императоров Китая.
Согласно современной историографии, первой династией Китая была Ся. Некоторые китайские учёные считают, что доказательством её существования служат раскопки городских поселений и могил вблизи Эрлитоу в провинции Хэнань. Эта археологическая культура датируется периодом от 2070 до 1600 до н. э. В поселениях найдены мастерские для производства бронзовых сосудов, керамика, штампы с простейшими иероглифами. Большинство западных учёных отрицает существование этой династии.

### Древние государства на территории Китая
Первой исторически достоверной династией считается династия Шан (другое название Инь), которая контролировала территории равнины реки Хуанхэ в Восточном Китае между XVIII и XII столетиями до н. э. Её уничтожил один из западных вассальных родов, который основал династию Чжоу, которая правила с XII до V века до н. э. Центральная власть новой династии ослабла в связи с возрастанием политической и экономической мощи удельных правителей, которые создали в середине VIII века до н. э. ряд формально независимых государств. С V по II века до н. э. эти государства постоянно воевали между собой, однако в 221 до н. э. были объединены Цинь Шихуанди в единую империю. Новая династия Цинь просуществовала несколько десятилетий, но именно она сформировала Китай как имперское образование. 

Период господства династии Хань продолжался с 206 до н. э. по 220 годы н. э. В этот период началось формирование китайцев как единого этнического сообщества.

### Средневековые государства на территории Китая
После дезинтеграции Китая в III—VI веках в связи с нападениями кочевников с севера, империя была объединена династией Суй в 580 году. VII—XIV века, время господства династий Тан и Сун, считаются «золотым веком» Китая. Именно в этот период произошло большинство научных открытий и достижений в культуре. В 1271 году монгольский правитель Хубилай объявил начало новой династии Юань. В 1368 году, в результате антимонгольского восстания, началась новая этнически китайская династия Мин, которая правила Китаем до 1644 года.

### Империя Цин
Последней императорской династией Китая стала династия Цин, которую начали завоеватели Китая маньчжуры. Она была свергнута Синьхайской революцией в 1911—1913 гг.
Как и большинство китайских режимов, правление Цин было авторитарным. Часто использовались жёсткие методы для обеспечения стабильности власти. Во время господства маньчжурской династии Цин этнических китайцев-ханьцев заставляли носить долгую косу, как у маньчжуров, в знак верности новой династии.
В XVIII веке технологически мощный Китай проводил активную политику покорения народов Центральной Азии, которых китайцы издревле считали «варварами». Однако в XIX веке он сам стал жертвой «варваров Запада» — колониальной политики стран Западной Европы и США.
Наиболее разрушительную роль для цивилизации Китая сыграли Опиумные войны, в результате которых к 1860 году Китай окончательно попал в экономическую зависимость от Великобритании и Франции.

### Республиканский Китай
1 января 1912 года с падением династии Цин была создана Китайская Республика. Сунь Ятсен, лидер Национальной Партии Гоминьдан, был провозглашён первым президентом. Вскоре его сместил с этой должности бывший генерал цинских войск Юань Шикай, который провозгласил себя новым императором, однако его империя умерла вместе с ним.
После Юань Шикая Китай оказался де-факто раздробленным на ряд провинциальных правительств, хотя де-юре международная общественность признавала центральной только Пекинскую власть. В 1927 году партия Гоминьдан под командованием Чан Кайши смогла объединить страну. Столица была перенесена в город Нанкин. Поскольку националисты захватили власть и создали однопартийное правительство, в стране появилась мощная оппозиция — коммунисты. Продолжалась борьба между правительственными войсками и красными партизанами, которая ослабляла Китай и тормозила проведение демократических реформ.
Китайско-японская война 1937—1945 годов на некоторое время объединила националистов и коммунистов против общего врага. Но после капитуляции Японии в 1945 году, государственная сокровищница Республики оказалась пустой. Это стало причиной взаимных обвинений Гоминьдана и Компартии Китая, которые привели к гражданской войне. Победа коммунистов вынудила правительство Китайской Республики перебраться на остров Тайвань, где она существует и сегодня.

### «Два Китая»
С победой в гражданской войне Коммунистическая партия Китая провозгласила себя правопреемницей Китайская Республика и 1 октября 1949 года основала новое государство — Китайскую Народную Республику (КНР). Китайская Республика, всё ещё контролирующая остров Тайвань и несколько прилегающих островов, не признаёт независимость КНР и претендует на весь материковый Китай. КНР в свою очередь не признаёт существование Китайской Республики и считает остров Тайвань своей территорией. 
1 июля 1997 года КНР вернула себе территорию Гонконг от Великобритании, а в 1999 году территорию Макао от Португалии.

### Современность
Гражданская война в Китае по окончании Второй мировой войны привела к фактическому разделению этого региона на два государства, которые продолжают использовать в своём названии слово «Китай». Это — Китайская Народная Республика (КНР), которая занимает территорию материкового Китая, и Китайская Республика, которая контролирует остров Тайвань и прилежащие к нему острова.
Два государства — Китайская Народная Республика и Китайская Республика — настаивают на легитимности своей власти и утверждают, что именно они являются полноправными правителями «Китая». КНР — коммунистическое государство, в то время как Китайская республика — либеральное. Хотя в 1949 году международная общественность признала за Китайской Республикой право на владение материковым Китаем, с 1970-х годов большинство стран изменило внешнеполитическую ориентацию на КНР и перенесли свои представительства из Тайбэя в Пекин.
Хотя правительство Китайской Республики не отказалось от своих претензий на Китай, Тибет и Внутреннюю Монголию, оно всё больше идентифицирует себя как правительство острова Тайвань. Политические круги Китайской Республики пребывают в постоянной диалектической борьбе относительно вопроса провозглашения независимости острова. КНР считает Тайвань неотъемлемой частью своего государства, а потому постоянно пытается вытеснить представителей Китайской Республики из разных международных организаций, усиливая его изоляцию.
На сегодня 23 государства, включая Ватикан, продолжают признавать Китайскую Республику официальным Китаем. В противовес этому, большинство правительств мира рассматривают КНР как законного представителя Китая.

## Территория

### Историческое деление Китая
Административные единицы высшего уровня Китая изменялись в зависимости от правящей династии или правительства. К этим единицам относят, в первую очередь, края и провинции. Среди единиц нижнего уровня существовали префектуры, подпрефектуры, департаменты, командирства, уезды и округа. К современным административным единицам относят города уровня подпрефектуры, города уровня округа, населённые пункты и городские общины.
Большинство китайских династий размещали свою резиденцию в сердце Китая, его этнически китайской части — долине реки Хуанхэ. Эти династии расширяли свои владения за счёт иностранных территорий Внутренней Монголии, Маньчжурии, Синьцзяна, Тибета, Вьетнама и Кореи. Хотя последняя маньчжурская династия Цин, наследниками которой считают себя КНР и Китайская Республика (Тайвань), включила в Китай большинство вышеупомянутых земель, сам Китай имеет определённые древние границы — Великая китайская стена на севере, Тибетское плато на западе и джунгли Индокитая на юге.
На север от Великой китайской стены находятся Внутренняя Монголия и Маньчжурия, исконные места проживания евразийских кочевников, которые сейчас освоены этническими китайцами. На Западе расположены Синьцзян-Уйгурский и Тибетский автономные районы, в которых существовали государства уйгуров и тибетцев. Сейчас там также ускоренными темпами проводится ассимиляция. Юг Китая был родиной многих народностей, малочисленность и раздробленность которых практически никогда не представляла угрозы для китайской власти.
К традиционному разделению Китая относят разделение на Южный и Северный Китай, граница между которыми проходит по реке Хуай и горам Циньлун.

### География и климат

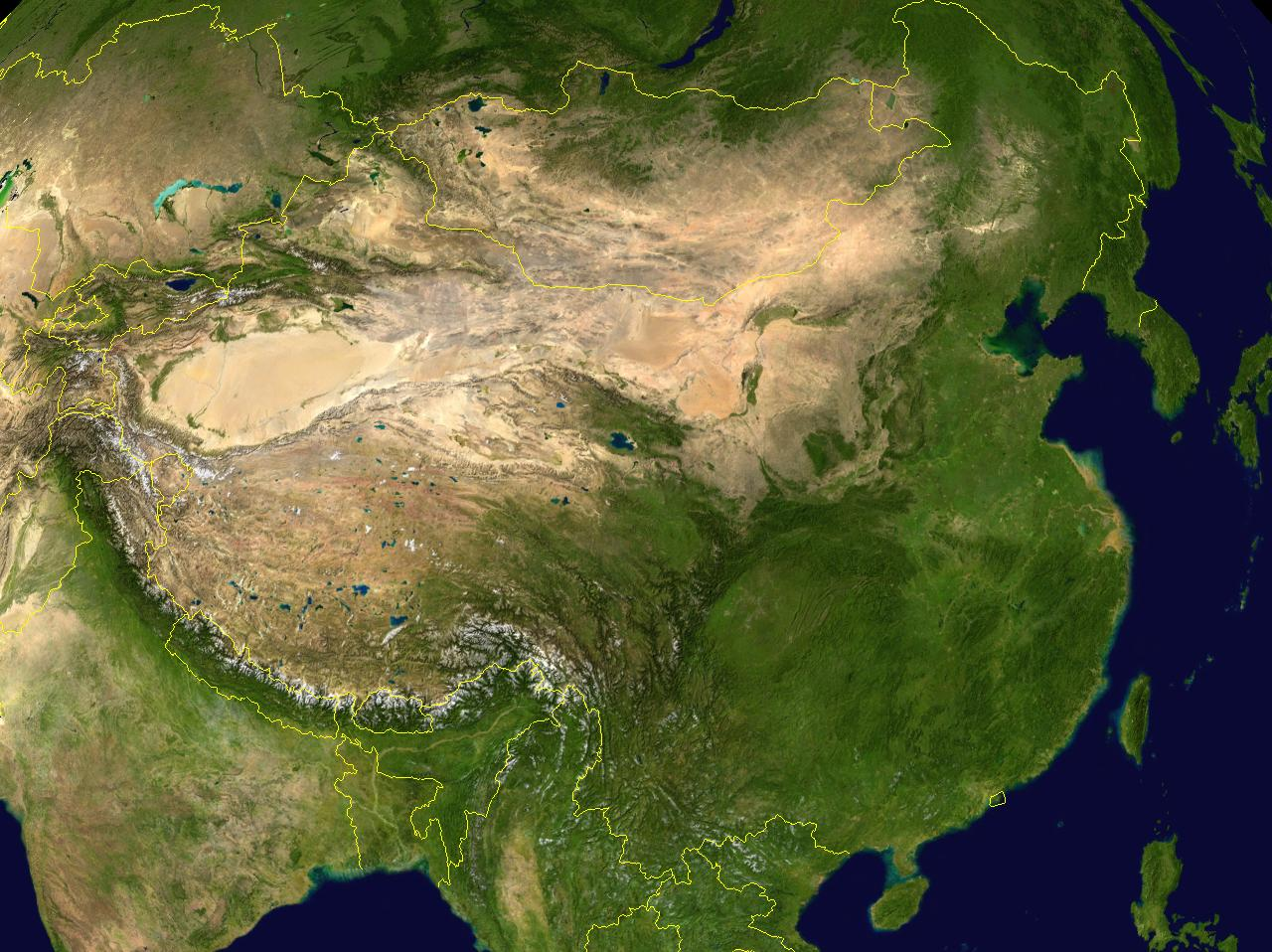
Спутниковый снимок Китая

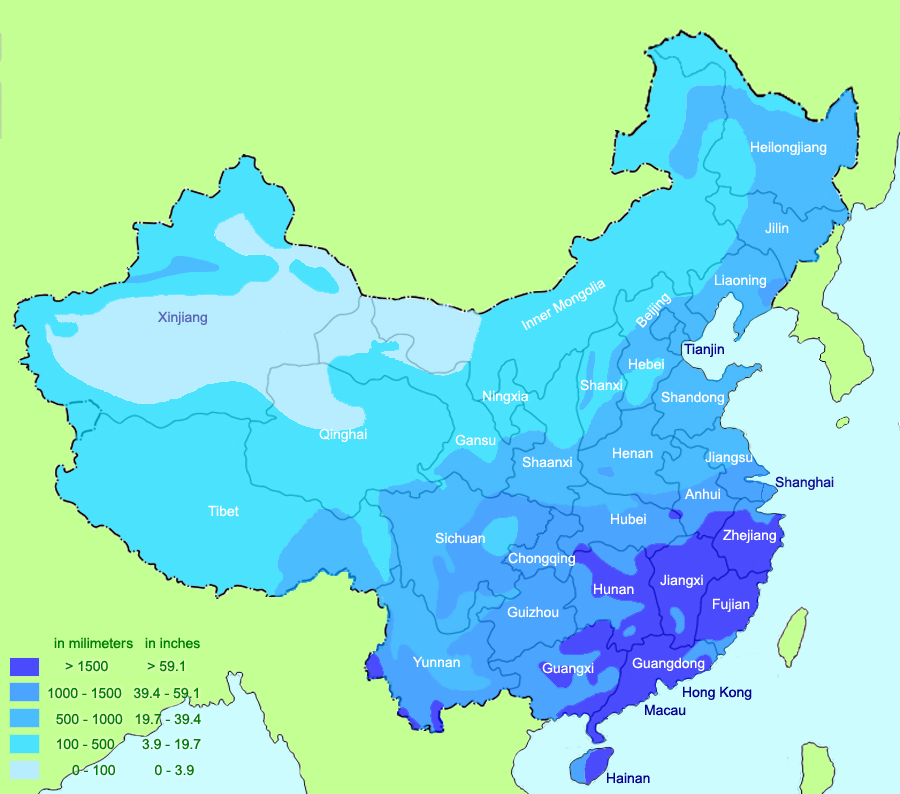
Метеорологическая карта Китая

Ландшафты Китая разнообразны. Горы и плато преобладают на западе, а низменности — на востоке и юго-востоке. В результате этого, основные реки текут с запада на восток, включая большие реки Хуанхэ, Янцзы, Амур, а некоторые — на юг (реки Меконг, Брахмапутра). Большинство рек Китая впадает в Тихий океан.
На востоке, вдоль побережья Жёлтого и Восточно-китайского морей находятся аллювиальные равнины, которые плотно заселены. На севере, на краю плато Внутренней Монголии можно увидеть травянистую степь. Юг Китая покрыт холмами и невысокими горами. В центрально-восточной части расположены дельты Хуанхэ и Янцзы. Большинство пахотных земель находятся вдоль этих рек. Южная провинция Юньнань является частью так называемого субрегиона «Большой Меконг», в который входят Мьянма, Лаос, Таиланд, Камбоджа и Вьетнам.
В западной части Китая на севере находится большая аллювиальная равнина, а на юге — известняковое плоскогорье, покрытое холмами средней величины. В этой части Китая расположены Гималаи, с самой высокой в мире горой Эверестом. Северо-запад покрыт пустынями, такими как Такла-Макан и пустыня Гоби, которые постоянно разрастаются. В течение тысячелетий горы провинции Юньнань служат природной границей, которая отделяет Китай от Бирмы, Лаоса и Вьетнама.
Климат Китая разнообразен. Северная зона, которая включает Пекин, характеризуется очень холодными зимами. Центральная зона, которая включает Шанхай, умеренная. Для южной зоны, которая включает Гуанчжоу, характерен субтропический климат.
В связи с частыми засухами и несовершенным хозяйствованием часто случаются пылевые или песчаные штормы весной. Ветер разносит пыль в восточном направлении, до Тайваня и Японии. Шторма иногда достигают Западного побережья США. Вода, эрозия грунтов и загрязнение окружающей среды Китая перерастают из внутренних китайских проблем в международные.

## Общество

### Демография
Население Китая (КНР и Республики Китай) составляет 1390 миллионов человек в 2012. Это одна пятая часть всего населения Земли. Хотя в КНР проживает более 100 этносов, коммунистическое правительство признаёт только 56. Наибольшей этнической группой Китая являются ханьцы (собственно китайцы) — 91,9 %. Она неоднородна и делится на ряд этнографических групп, большинство из которых — это бывшие самодостаточные этносы, ассимилированные китайцами-ханьцами.
Ассимиляция — древний метод правителей Китая, направленный на увеличение количества лояльных режиму подданных. Много не-китайских этносов северных степей или южных джунглей исчезли в «плавильном котле» китайской культуры. Как правило, начало экспорта китайских технических и культурных ноу-хау этническим группам, которые стояли на более низком научном и социальном уровне, чем китайцы, ознаменовывало начало исчезновения самобытной культуры этих групп, с дальнейшим абсорбированием их представителей в ханьское общество.
Хотя сегодняшний термин «китаец» (中国人, чжунго жэнь, «человек Центрального государства») или «китайская нация» (中華民族/中华民族 чжунхуа минцзу, «народ Центрального государства») является политическим трансэтническим понятием, они имеют этнический подконтекст. Концепция «чжунго» — «Центральной державы» — была изобретена самими этническими китайцами. Её пропагандирование среди не-китайских обществ в виде надэтнической категории уменьшало сопротивление китаизации этих обществ и, соответственно, ускоряло ассимиляцию не-китайских этносов.

### Языки
Большинство языков Китая принадлежит к сино-тибетской языковой семье. На них разговаривают около 29 этносов. Существует также несколько крупных и малых китайских языков, иногда называемых диалектами. Среди них наиболее используемыми являются севернокитайский (на нём разговаривают около 70 % населения), у (и его самый знаменитый шанхайский диалект), юэ («кантонский»), миньская супергруппа, сян, гань и хакка. К не-китайским языкам относятся языки чжуан (тайцев), монголов, тибетцев, уйгуров (тюрков), хмонг и корейцев. На этих языках разговаривают преимущественно этнические меньшинства.
«Путунхуа/Гоюй» — основанный на северных диалектах произносительный стандарт (основана на произношении пекинского диалекта), литературный язык, — официальный язык КНР и Китайской Республики соответственно. Этот вариант китайского языка преподают в школах, используют в средствах массовой информации, литературы, органах власти. Не-китайские языки признаны официальными в некоторых автономных регионах, где компактно проживают этнические меньшинства.
«Разговорный китайский» или «байхуа» — письменный стандарт для путунхуа, который используется официально с XX века. До этого стандартом письменного языка был
классический китайский язык «вэньянь», по образцу средневековой латыни. Этот язык является до сих пор обязательным для изучения в высшей школе.
Китайские языки основаны на иероглифической письменности, в то время как языки чжуан, тибетский, уйгурский и монгольский имеют собственные алфавиты.

### Религия

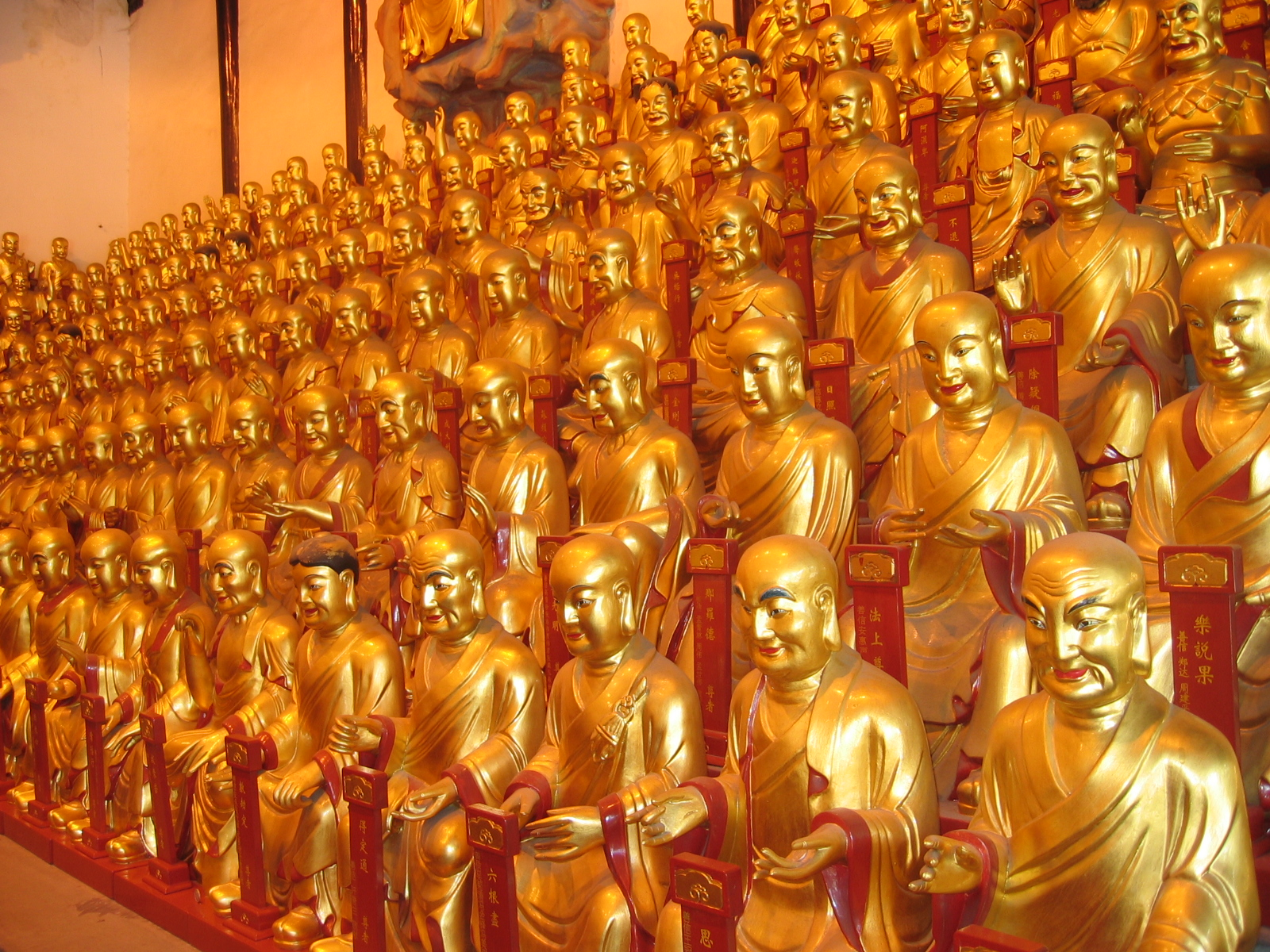
500 Будд в шанхайском храме Лунхуасы

В результате «культурной революции» 62 % населения КНР (797,7 миллионов человек) называют себя атеистами. Однако для значительной группы материковых китайцев религия играет очень важную роль, особенно буддизм, даосизм и конфуцианство (в последнее время и католичество — более 50 млн).
КНР — атеистическое секулярное государство, однако в нём позволяется следование религиозным практикам, которые признаны правительством. То есть, существует возможность реализовать, хотя и ограниченно, право свободы совести. Даосизм и буддизм, вместе с моралистическим конфуцианским кодексом были основными религиозными учениями Китая в течение 2 тысячелетий, поэтому даже коммунистическое правительство не может пренебрегать этой традицией.
КНР, согласно официальным данным китайского руководства, не ограничивает ни одну религию или вероучение. В ней не существует преград для реализации права на свободу совести. По некоторым данным, есть ограничения в религии для членов единственной в Китае партии — коммунистической партии чиновников. Также широко известны случаи запрета религиозных направление, например, Фалуньгун и радикального ислама.
Однако существует и другое мнение о том, как относится коммунистическая партия Китая к верующим: 

В середине февраля 2006 года группа экспертов по правам человека из Объединённого Королевства Jubilee Campaign опубликовала 140-страничный материал, состоящий из секретных документов, нелегально переданных сотрудниками Министерства общественной безопасности Китая в Комитет по расследованиям религиозных гонений. Ранее свидетельства о садистских преследованиях верующих в КНР просачивались сквозь информационные барьеры довольно часто, но упомянутый документ — это первый случай, когда в распоряжении ошеломлённых исследователей оказались официальные документы, по которым стало возможно судить о размахе антирелигиозной деятельности нео-маоистов, их методологии и планах.

Согласно этим документам, правительство Китая занимается планомерным исследованием «культов», которые способны стать «подкрадывающейся угрозой нашей безопасности и защиты». Под ними подразумеваются все религиозные организации, не зарегистрированные органами общественной безопасности, кроме четырнадцати зарегистрированных и, по мнению партийного руководства, «миролюбивых и безопасных». В составе же «подкрадывающейся угрозы», кроме местных культов, оказались общины католиков и протестантов, решившие не присоединиться к «патриотическим» религиозным организациям, которые контролирует атеистическая власть, нелегальные буддистские и прочие религиозные группы. За такого рода «угрозу национальной безопасности КНР» верующие — христиане, мусульмане и прочие, рискуют оказаться в пожизненном заключении либо быть казнёнными.

### Культура

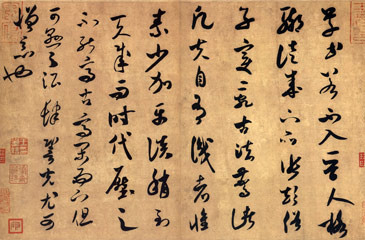
Каллиграфия Мифу (Династия Сун)

События XIX—XX столетия вынудили китайцев задуматься над необходимостью отказа или сохранения собственной цивилизационной модели. Западники обещали Китаю «светлое будущее» при условии тотальной вестернизации и ставили в пример Японию. Политика насаждения демократии в традиционном китайском обществе потерпела поражение — частично из-за авторитарной «традиции» управления, а частично из-за внутренних и внешних войн.
Китайское общество сохраняло средневековые традиции до начала в КНР так называемой «культурной революции». Её целью было реформирование китайского села, пропаганда новых коммунистических ценностей, создание новой передовой китайской культуры, «не ограниченной конфуцианскими догматами». В результате «революции» многие культурные деятели были репрессированы, а большинство традиций — ликвидированы как «регрессивные практики» или «феодальные пережитки». Было проведено реформирование иероглифической письменности, что сделало недоступными для будущих поколений тексты произведений, которые писались их предшественниками. Однако с 1980-х годов «культурная революция» была прекращена, а коммунистическое правительство взяло курс на формирование «патриотично настроенной нации», начав реставрацию традиций.
На Тайване подобных культурных реформ не проводили, уважая традиции письменности и чиновничества. Значительная часть бюджета Республики Китай шла на подготовку специалистов в области культуры.

#### Система письма
Китайская иероглифика насчитывает свыше 50 тысяч знаков. Она изменялась и имела разные стили написания. Первые знаки появляются на костях для гадания за 2 тысячелетия до н. э. Каллиграфия, умение красиво писать иероглифы, считается в Китае вершиной искусства. Большинство священных текстов буддизма, даосизма и конфуцианства написаны от руки.
Книгопечатание развивалось со времени правления династии Сун. Академии учёных, которые занимались изданием и переписыванием классики, традиционно спонсировались государством. Члены императорской семьи нередко принимали участие в учёных советах.

#### Экзамены
Одной из основных черт традиционной китайской культуры были государственные экзамены. Они способствовали воспитанию образованной элиты, поскольку кандидат, который хорошо знал классические тексты, независимо от социального происхождения был способен занять ранг чиновника. Последние имели высокий социально-экономический статус. Люди гуманитарных занятий — писатели, философы, учёные — были людьми «первого сорта» в Китае. Государство их всецело поддерживало.

### Наука
Технологические открытия Китая были следующими:
- Абак
- Доменная печь (сталь)
- Книгопечатание
- Бронза
- Штангенинструмент
- Часы
- Компас
- Арбалет
- Сухой док
- Веер
- Фейерверк и ракета
- Рыболовный крючок
- Порох
- Планёр
- Граната
- Воздушный шар
- Воздушный змей
- Лак
- Спички
- Бумага
- Бумажные деньги
- Парашют
- Поршневой насос
- Фарфор
- Пропеллер
- Рельефная карта
- Винт
- Сейсмограф
- Шёлк
- Висячий мост
- Туалетная бумага
- Зубная щётка
- Зонт
- Тачка

Другие области знаний:
- Математика использовалась в архитектуре и географии. Число пи было подсчитано с точностью до седьмого знака после запятой математиком Цзу Чунчжи в 463 году. Десятичная система счисления использовалась в Китае с XIV века до н. э. Математики Чжу Шицзе, Ян Хуэй и Лю Жусен открыли «треугольник Паскаля» за 350 лет до того, как его нарисовал сам Паскаль.
- Биология получила особое развитие в прикладных науках — фармацевтике и гербологии.
- Китайская медицина и хирургия не уступала западным.
- Инновациями в военной сфере были арбалеты, разработка прицелов, арбалеты залпового огня, требушеты, отравляющие газы на основе горчицы, рельефные карты, пилотируемые воздушные змеи, огневые шашки и ракеты, порох, гранаты и ранние бронзовые пушки.